# Церковь Петра и Павла на Городянке
Храм Святых Апостолов Петра и Павла на Городя́нке (Петропа́вловская це́рковь) — православный храм XII века в заднепровской части Смоленска. Один из трёх сохранившихся в городе памятников древнерусского зодчества. С западной стороны к нему почти примыкает церковь святой великомученицы Варвары XVIII века.

## Историческая справка
Храм был построен в 1146 году при смоленском князе Ростиславе Мстиславиче. Освятил его первый смоленский епископ Симеон.
Первое документальное упоминание о храме встречается на гравюре Вильгельма Гондиуса.
Во время польской интервенции 1611—1654 годов храм был превращён в костёл. Затем храм вновь становится православным.
В XVIII веке храмовый комплекс был полностью перестроен. К храму Петра и Павла с запада примкнул храм святой великомученицы Варвары.

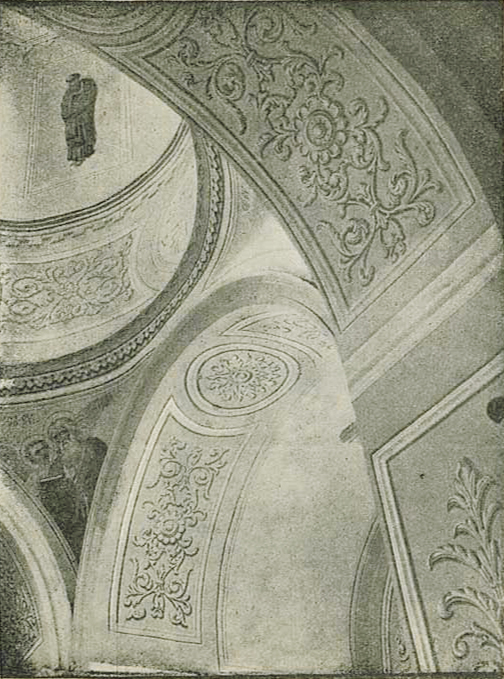
Интерьер храма в первой половине XX века

В 1812 году храм был разграблен французами. Восстанавливался на средства из государственной казны. Ремонт храма продолжался в течение ряда лет до 1837 года. В 1826 году был вызолочен иконостас верхней церкви святой великомученицы Варвары; в 1864 году устроены серебряные массивные ризы на иконостасные иконы; написаны 18 картин на стенах в алтаре и храме художником Свешниковым, тщанием смоленского купца Семёна Ивановича Петрова. В 1889 году придельный храм во имя преподобного Нила Столобенского был разобран, и в нижнем тёплом храме престол в честь Ахтырской иконы Божией Матери был переименован во имя преподобного Нила Столобенского. В 1884—1888 годах настоятелем храма был оставивший должность ректора Смоленской семинарии протоиерей Даниил Лебедев.
В 1943 году во время боёв за освобождение Смоленска храм вновь подвергся разрушениям. Он был восстановлен в предполагаемых первоначальных формах в 1962—1963 годах под руководством архитектора Петра Барановского. Третий этаж палат был разобран, храм отделён от Варварьинской церкви.
О деталях проведённой Барановским реконструкции сообщает его короткая научно-популярная статья. Между тем уже после завершения реставрации раскопками было установлено, что в древности храм окружали галереи.
В мае 1935 года церковь была ликвидирована — в храме перестали проводить службы. Церковная жизнь была возобновлена 26 мая 1991 года.

## Храмовый комплекс

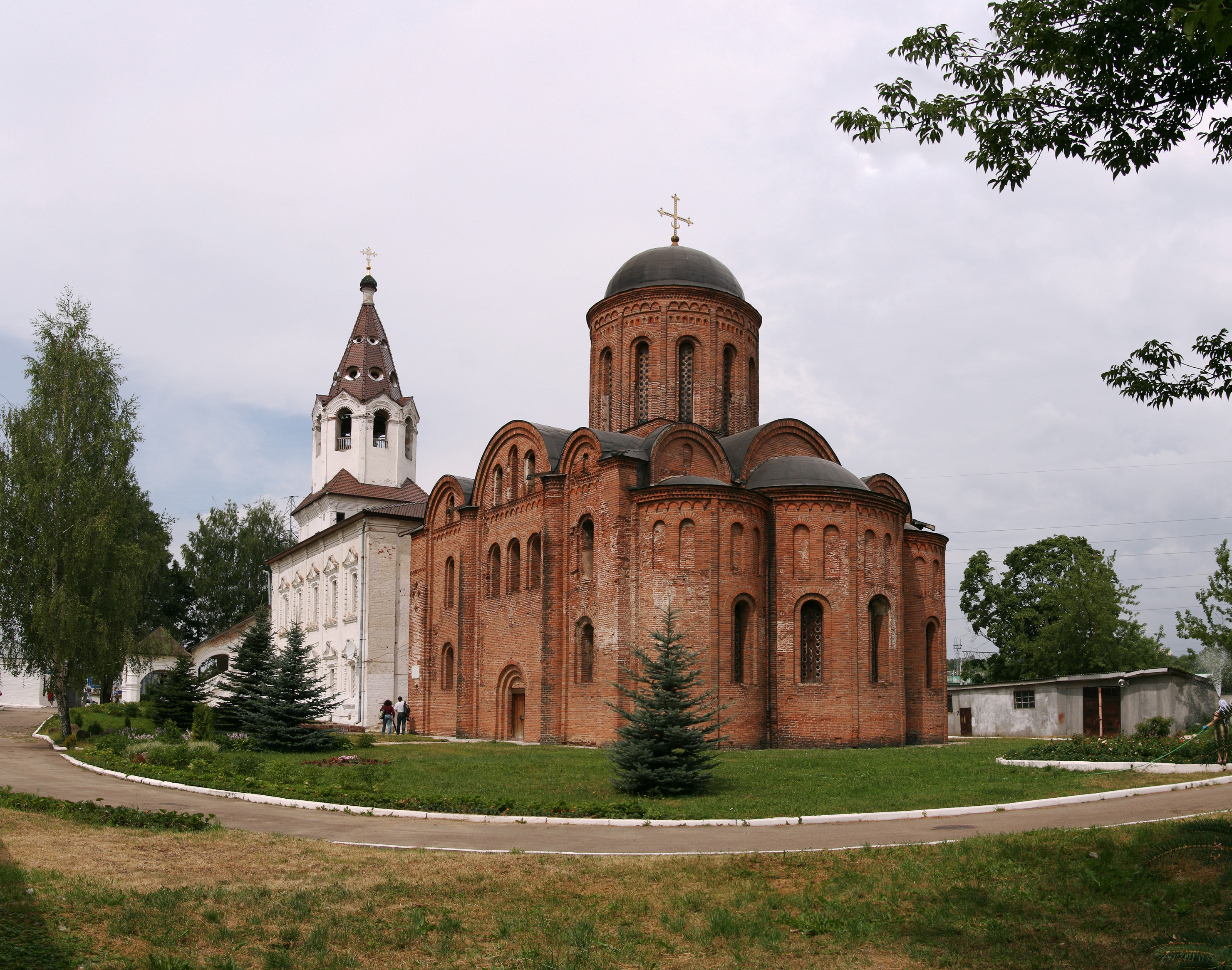
Храмовый комплекс

Храмовый комплекс включает в себя храм святых апостолов Петра и Павла XII века, храм святой великомученицы Варвары XVIII века и прихрамовые постройки: магазин «Православная книга», мастерские, служебные помещения. При храме св. вмц. Варвары действует православный молодёжный духовный центр. Территория комплекса огорожена белокаменной стеной. Храмовый комплекс находится между железнодорожным вокзалом и автовокзалом на улице Марселя Кашена.